# Ulrico IV di Hanau
Ulrico IV di Hanau (Hanau, 1330 – Hanau, 1380) fu signore di Hanau.

## Biografia
Ulrico IV era figlio di Ulrico III di Hanau, signore di Hanau, e di sua moglie, Adelaide di Nassau.

### Il governo
Nel 1370 circa, Ulrico IV succedette a suo padre nel governo della signoria di Hanau, già dal 20 marzo 1371 Ulrico ricevette la nomina a ufficiale giudiziario nel Wetterau dal duca Venceslao di Boemia, rappresenta dell'Imperatore Carlo IV in quel regno. Già nell'autunno di quello stesso anno, ad ogni modo, non abbiamo più notizie della sua presenza in carica in quanto egli viene sostituito dall'arcivescovo Giovanni di Magonza.
Egli venne coinvolto nell'amministrazione di diversi feudi ed in molte guerre regionali come ad esempio la Sternerkrieg, un conflitto tra l'espansione del langraviato d'Assia e i piccoli territori circostanti. Fu in questa occasione che, ad Hanau, Ulrico IV uccise il cavaliere Frowin Hutten, parteggiante per il langravio d'Assia, il che ebbe profonde ripercussioni in fatto di politica estera dal momentoche Konrad von Hutten, fratello dell'ucciso, era intenzionato ad imprigionare Ulrico IV, mentre lo zio del vincitore, il vescovo di Adolfo di Spira, propendeva per la mediazione e la riconciliazione. Ulrico IV si risolse a pagare la somma di 7.500 fiorini alla famiglia dell'ucciso e si ripropose di costruire una cappella espiatoria nel luogo dell'uccisione del cavaliere nemico. D'altro canto i langravi d'Assia fecero a Ulrico IV alcune concessioni politiche per attirarlo dalla loro parte.

### L'acquisizione di nuovi territori
Ulrico IV riuscì nel 1371 ad acquistare la città di Steinheim dai signori di Eppstein (anche se solo temporaneamente) oltre ad alcune quote di Alzenau. Vista la languente situazione economica, ad ogni modo, egli dal 1377 venne costretto a vendere la metà delle quote feudali di Steinheim al conte Guglielmo II di Katzenelnbogen. Temporaneamente (1378 - 1389) entrò in possesso del castello e della città di Königstein e dei corrispettivi redditi come garanzia di un prestito concesso ai signori di Falkenstein-Münzenberg.
Nel 1372 egli vendette Babenhausen per 4000 fiorini al corona di Boemia, ma riottenne la città poco dopo nuovamente come feudo dal momento che essa era troppo importante strategicamente parlando, essendo posta a solo un giorno di viaggio da Francoforte sul Meno.

### La morte
Ulrico IV morì nel 1380 e fu sepolto come i suoi antenati nel monastero di Arnsburg. Questa fu l'ultima volta che venne utilizzata questa tomba di famiglia, dal momento che tutte le successive sepolture verranno ufficialmente tenute nella chiesa di Santa Maria di Hanau.

## Matrimonio e figli
Nel 1366/1367 Ulrico IV sposò Elisabetta di Wertheim, figlia di Eberardo di Wertheim (il fidanzamento è stata citato per la prima volta l'11 febbraio 1366, mentre al 12 marzo 1367 risale il primo documento in cui Elisabetta viene citata come moglie di Ulrico IV). La coppia ebbe i seguenti figli:
- Ulrico V
- Reinardo II
- Giovanni
- Corrado (1388-1419)